# Polystoma integerrimum
Polystoma integerrimum är en plattmaskart. Polystoma integerrimum ingår i släktet Polystoma och familjen Polystomatidae. Inga underarter finns listade i Catalogue of Life.